# Galatasaray Istanbul/Saison 1960/61
Die Saison 1960/61 von Galatasaray Istanbul war die 53. Saison in der Vereinsgeschichte und die 3. Saison in der türkischen Liga, der Millî Lig. Der Klub beendete die Saison auf dem 2. Platz.

## Personalien

### Kader
| Nat.       | Name               | Geburtsdatum  | im Verein seit | vorheriger Verein   |
| Torhüter   | Torhüter           | Torhüter      | Torhüter       | Torhüter            |
| ---------- | ------------------ | ------------- | -------------- | ------------------- |
| Turkei     | Bülent Gürbüz      | 1. Jan. 1930  | 1960           | Kasımpaşa Istanbul  |
| Turkei     | Turgay Şeren       | 15. Mai 1932  | 1949           | eigene Jugend       |
| Abwehr     |                    |               |                |                     |
| Turkei     | Dursun Ali Baran   | 1. Jan. 1936  | 1958           | eigene Jugend       |
| Turkei     | Candemir Berkman   | 25. Dez. 1934 | 1957           | eigene Jugend       |
| Turkei     | Ahmet Karlıklı     | 1. Jan. 1930  | 1957           | Adalet SK           |
| Mittelfeld |                    |               |                |                     |
| Turkei     | Bahri Altıntabak   | 1. Jan. 1939  | 1960           | Göztepe Izmir       |
| Turkei     | Erdoğan Çelebi     | 1. Jan. 1939  | 1960           | Vefa Istanbul       |
| Turkei     | Ergun Ercins       | 1. Jan. 1935  | 1954           | Eskişehir Şekerspor |
| Turkei     | Erol Kaynak        | 1. Jan. 1936  | 1959           | Altay Izmir         |
| Turkei     | Suat Mamat         | 8. Nov. 1930  | 1952           | Ankara Demirspor    |
| Turkei     | Mustafa Yürür      | 26. Juni 1938 | 1959           | Beykozspor          |
| Angriff    |                    |               |                |                     |
| Turkei     | Recep Adanır       | 3. Mai 1929   | 1960           | Kasımpaşa Istanbul  |
| Turkei     | Nuri Asan          | 1. Jan. 1940  | 1958           | eigene Jugend       |
| Turkei     | Mete Basmacı       | 1. Jan. 1939  | 1958           | Adalet SK           |
| Turkei     | Ahmet Berman       | 30. Nov. 1931 | 1959           | Beşiktaş Istanbul   |
| Turkei     | Cenap Doruk        | 1. Jan. 1942  | 1960           | Izmirspor           |
| Turkei     | Ayhan Elmastaşoğlu | 23. Aug. 1941 | 1960           | Altay Izmir         |
| Turkei     | Uğur Köken         | 28. Nov. 1937 | 1959           | eigene Jugend       |
| Turkei     | Metin Oktay        | 2. Feb. 1936  | 1955           | Izmirspor           |
| Turkei     | Niyazi Tamakan     | 1. Jan. 1932  | 1960           | Fenerbahçe Istanbul |
| Turkei     | Samim Uygun        | 1. Jan. 1939  | 1960           | Feriköy SK          |

#### Transfers
| Zugänge | Abgänge |
| Sommer 1960 | Sommer 1960 |
| --- | --- |
| - Recep Adanır (Kasımpaşa Istanbul) - Bahri Altıntabak (Göztepe Izmir) - Erdoğan Çelebi (Vefa Istanbul) - Cenap Doruk (Izmirspor) - Ayhan Elmastaşoğlu (Altay Izmir) - Bülent Gürbüz (Kasımpaşa Istanbul) - Niyazi Tamakan (Fenerbahçe Istanbul) - Samim Uygun (Feriköy SK) | - İsfendiyar Açıksöz (Unbekannt) - Ertan Adatepe (MKE Ankaragücü) - Yüksel Alkan (Unbekannt) - Yıldırım Benayyat (Unbekannt) - Sabri Dino (Unbekannt) - Cemil Gümüşdere (Unbekannt) - Sedat Günertem (Unbekannt) - İsmail Kurt (Fenerbahçe Istanbul) - Zühtü Merter (Unbekannt) - Coşkun Özarı (Karriere beendet) - Cengiz Özyalçın (Unbekannt) - Saim Tayşengil (Beykozspor) |

## Saison
Alle Ergebnisse aus Sicht von Galatasaray Istanbul.
Die Tabelle listet alle Millî-Lig-Spiele des Vereins der Saison 1960/61 auf. Siege sind grün, Unentschieden gelb und Niederlagen rot markiert.

### Millî Lig
| ST | Datum              | Gegner                | Ort                        | Ergebnis  | Tor(e) für Galatasaray Istanbul                                                                               |
| -- | ------------------ | --------------------- | -------------------------- | --------- | --- |
| 01 | 3. September 1960  | Vefa Istanbul         | Mithatpaşa Stadı, Istanbul | 2:0 (2:0) | 1:0 Mamat (28.), 2:0 Oktay (30.)                                                                              |
| 02 | 4. September 1960  | Feriköy SK            | Mithatpaşa Stadı, Istanbul | 2:0 (0:0) | 1:0 Oktay (53. Elfmeter), 2:0 Mamat (71.)                                                                     |
| 03 | 10. September 1960 | Istanbulspor          | Mithatpaşa Stadı, Istanbul | 2:0 (2:0) | 1:0 Mamat (7.), 2:0 Karlıklı (36.)                                                                            |
| 04 | 17. September 1960 | Izmirspor             | Mithatpaşa Stadı, Istanbul | 3:1 (2:1) | 1:0 Altıntabak (22.), 2:0 Uygun (26.), 3:1 Uygun (62.)                                                        |
| 05 | 18. September 1960 | Altınordu Izmir       | Mithatpaşa Stadı, Istanbul | 3:3 (1:0) | 1:0 Adanır (29.), 2:1 Mamat (55.), 3:1 Tamakan (60.)                                                          |
| 06 | 1. Oktober 1960    | Gençlerbirliği Ankara | 19 Mayıs Stadı, Ankara     | 0:3 (0:2) | keine |
| 07 | 2. Oktober 1960    | Adana Demirspor       | 19 Mayıs Stadı, Ankara     | 2:2 (0:1) | 1:2 Basmacı (79.), 2:2 Tamakan (82.)                                                                          |
| 08 | 21. Oktober 1960   | Altay Izmir           | Alsancak Stadı, Izmir      | 0:0       | keine |
| 09 | 22. Oktober 1960   | Karşıyaka SK          | Alsancak Stadı, Izmir      | 1:0 (0:0) | 1:0 Yürür (84.)                                                                                               |
| 10 | 29. Oktober 1960   | Fatih Karagümrük SK   | Mithatpaşa Stadı, Istanbul | 3:0 (0:0) | 1:0 Oktay (58.), 2:0 Oktay (70.), 3:0 Basmacı (74.)                                                           |
| 11 | 5. November 1960   | Beykozspor            | Mithatpaşa Stadı, Istanbul | 0:0       | keine |
| 12 | 3. Dezember 1960   | PTT                   | 19 Mayıs Stadı, Ankara     | 3:1 (2:0) | 1:0 Oktay (16.), 2:0 Oktay (23.), 3:0 Oktay (51.)                                                             |
| 13 | 4. Dezember 1960   | Şeker Hilal           | 19 Mayıs Stadı, Ankara     | 6:0 (5:0) | 1:0 Altıntabak (4.), 2:0 Oktay (28.), 3:0 Oktay (30.), 4:0 Bozer (42.), 5:0 Altıntabak (45.), 6:0 Oktay (88.) |
| 14 | 11. Dezember 1960  | Göztepe Izmir         | Alsancak Stadı, Izmir      | 3:1 (0:0) | 1:0 Basmacı (53.), 2:1 Mamat (68.), 3:1 Oktay (74.)                                                           |
| 15 | 17. Dezember 1960  | Kasımpaşa Istanbul    | Mithatpaşa Stadı, Istanbul | 0:0       | keine |
| 16 | 18. Dezember 1960  | Fenerbahçe Istanbul   | Mithatpaşa Stadı, Istanbul | 5:0 (3:0) | 1:0 Oktay (1.), 2:0 Oktay (9.), 3:0 Altıntabak (25.), 4:0 Oktay (61.), 5:0 Oktay (68.)                        |
| 17 | 24. Dezember 1960  | MKE Ankaragücü        | 19 Mayıs Stadı, Ankara     | 0:1 (0:0) | keine |
| 18 | 25. Dezember 1960  | Ankara Demirspor      | 19 Mayıs Stadı, Ankara     | 2:0 (1:0) | 1:0 Oktay (38. Elfmeter), 2:0 Oktay (70.)                                                                     |
| 19 | 1. Januar 1961     | Beşiktaş Istanbul     | Mithatpaşa Stadı, Istanbul | 1:0 (0:0) | 1:0 Altıntabak (5.)                                                                                           |
| 20 | 21. Januar 1961    | Şeker Hilal           | Mithatpaşa Stadı, Istanbul | 5:0 (4:0) | 1:0 Mamat (12.), 2:0 Altıntabak (15.), 3:0 Oktay (29.), 4:0 Oktay (45.), 5:0 Altıntabak (81.)                 |
| 21 | 22. Januar 1961    | PTT                   | Mithatpaşa Stadı, Istanbul | 1:0 (0:0) | 1:0 Oktay (78.)                                                                                               |
| 22 | 11. Februar 1961   | Vefa Istanbul         | Mithatpaşa Stadı, Istanbul | 2:0 (1:0) | 1:0 Elmastaşoğlu (39.), 2:0 Oktay (88.)                                                                       |
| 23 | 12. Februar 1961   | Göztepe Izmir         | Mithatpaşa Stadı, Istanbul | 4:0 (1:0) | 1:1 Oktay (41.), 2:0 Elmastaşoğlu (47.), 3:0 Yürür (75.), 4:0 Oktay (83.)                                     |
| 24 | 25. Februar 1961   | Altınordu Izmir       | Alsancak Stadı, Izmir      | 3:0 (0:0) | 1:0 Altıntabak (53.), 2:0 Oktay (55.), 3:0 Altıntabak (57.)                                                   |
| 25 | 26. Februar 1961   | Izmirspor             | Alsancak Stadı, Izmir      | 1:2 (0:2) | 1:2 Oktay (56.)                                                                                               |
| 26 | 12. März 1961      | Feriköy SK            | Mithatpaşa Stadı, Istanbul | 1:0 (1:0) | 1:0 Adanır (20. Elfmeter)                                                                                     |
| 27 | 20. März 1961      | Beşiktaş Istanbul     | Mithatpaşa Stadı, Istanbul | 0:2 (0:1) | keine |
| 28 | 1. April 1961      | Kasımpaşa Istanbul    | Mithatpaşa Stadı, Istanbul | 1:0 (0:0) | 1:0 Elmastaşoğlu (61.)                                                                                        |
| 29 | 2. April 1961      | Fatih Karagümrük SK   | Mithatpaşa Stadı, Istanbul | 0:0       | keine |
| 30 | 15. April 1961     | Beykozspor            | Mithatpaşa Stadı, Istanbul | 5:0 (3:0) | 1:0 Mamat (19.), 2:0 Mamat (27.), 3:0 Oktay (40.), 4:0 Oktay (57.), 5:0 Oktay (59. Elfmeter)                  |
| 31 | 22. April 1961     | Karşıyaka SK          | Mithatpaşa Stadı, Istanbul | 2:0 (1:0) | 1:0 Oktay (30. Elfmeter), 2:0 Oktay (75. Elfmeter)                                                            |
| 32 | 23. April 1961     | Altay Izmir           | Mithatpaşa Stadı, Istanbul | 4:0 (0:0) | 1:0 Oktay (69.), 2:0 Köken (82.), 3:0 Oktay (84.), 4:0 Oktay (87.)                                            |
| 33 | 29. April 1961     | Adana Demirspor       | Mithatpaşa Stadı, Istanbul | 2:0 (1:0) | 1:0 Oktay (5.), 2:0 Oktay (47.)                                                                               |
| 34 | 30. April 1961     | Gençlerbirliği Ankara | Mithatpaşa Stadı, Istanbul | 1:0 (1:0) | 1:0 Adanır (25.)                                                                                              |
| 35 | 20. Mai 1961       | Ankara Demirspor      | Mithatpaşa Stadı, Istanbul | 1:0 (0:0) | 1:0 Adanır (81.)                                                                                              |
| 36 | 21. Mai 1961       | MKE Ankaragücü        | Mithatpaşa Stadı, Istanbul | 2:1 (1:1) | 1:0 Oktay (9.), 2:1 Köken (60.)                                                                               |
| 37 | 24. Juni 1961      | Istanbulspor          | Mithatpaşa Stadı, Istanbul | 0:1 (0:0) | keine |
| 38 | 25. Juni 1961      | Fenerbahçe Istanbul   | Mithatpaşa Stadı, Istanbul | 2:1 (1:1) | 1:0 Köken (33.), 2:1 Elmastaşoğlu (67.)                                                                       |

## Statistiken

### Teamstatistik
| Wettbewerb | Punkte | daheim | daheim | daheim | daheim | daheim | auswärts | auswärts | auswärts | auswärts | auswärts | Gesamt | Gesamt | Gesamt | Gesamt | Gesamt | Tordifferenz |
| Wettbewerb | Punkte | Sp     | G      | U      | N      | TV     | Sp       | G        | U        | N        | TV       | Sp     | G      | U      | N      | TV     | Tordifferenz |
| ---------- | ------ | ------ | ------ | ------ | ------ | ------ | -------- | -------- | -------- | -------- | -------- | ------ | ------ | ------ | ------ | ------ | ------------ |
| Millî Lig  | 60:16  | 19     | 17     | 2      | 0      | 45:6   | 19       | 10       | 4        | 5        | 30:13    | 38     | 27     | 6      | 5      | 75:19  | +56          |
| Gesamt     | 60:16  | 19     | 17     | 2      | 0      | 45:6   | 19       | 10       | 4        | 5        | 30:13    | 38     | 27     | 6      | 5      | 75:19  | +56          |

### Spielerstatistiken
| Spieler            | Millî Lig | Millî Lig | Millî Lig   | Millî Lig  |
| Spieler            | Einsätze  | Tore      | Gelbe Karte | Rote Karte |
| ------------------ | --------- | --------- | ----------- | ---------- |
| Recep Adanır       | 20        | 4         |             |            |
| Bahri Altıntabak   | 32        | 9         |             |            |
| Nuri Asan          | 4         | 0         |             |            |
| Dursun Ali Baran   | 2         | 0         |             |            |
| Mete Basmacı       | 22        | 3         |             |            |
| Candemir Berkman   | 24        | 0         |             |            |
| Ahmet Berman       | 36        | 0         |             |            |
| Erol Boralı        | 0         | 0         |             |            |
| Erdoğan Çelebi     | 1         | 0         |             |            |
| Cenap Doruk        | 3         | 0         |             |            |
| Ayhan Elmastaşoğlu | 12        | 4         |             |            |
| Ergun Ercins       | 35        | 0         |             |            |
| Bülent Gürbüz      | 5         | 0         |             |            |
| Ahmet Karlıklı     | 22        | 1         |             |            |
| Erol Kaynak        | 5         | 0         |             |            |
| Uğur Köken         | 15        | 3         |             |            |
| Suat Mamat         | 30        | 8         |             |            |
| Metin Oktay        | 30        | 36        |             |            |
| Turgay Şeren       | 33        | 0         |             |            |
| Niyazi Tamakan     | 32        | 2         |             |            |
| Samim Uygun        | 23        | 2         |             |            |
| Mustafa Yürür      | 32        | 2         |             |            |